# レンニュウ
『レンニュウ』（れんにゅう、英題: Condensed Milk）は2002年の日本の映画。日本映画学校の卒業制作作品で、監督および脚本は映像科3年生だった立松真衣がつとめた。主演は浅見れいな。2002年10月に開催された第15回東京国際女性映画祭で上映されたほか、それ以前の同年3月には日本映画テレビ技術協会が主催する第20回そつせい祭において最優秀作品賞を受賞した。

## あらすじ
亡き父親を弔うため、墓を建てようと奮闘する少女の姿を描くヒューマン・ドラマ。

## キャスト
- 澪：浅見れいな
- 父：大村波彦
- 母：佳山容子

## スタッフ
- 製作：細野辰興
- 監督・脚本：立松真衣
- 撮影：小林仁、梶原隆一
- 録音：金子幸世、廣田篤之
- 編集：貴村純美、上田弘、本間妙子